# Liste der Monuments historiques in Merléac
Die Liste der Monuments historiques in Merléac führt die Monuments historiques in der französischen Gemeinde Merléac auf.

## Liste der Bauwerke
| Bezeichnung        | Beschreibung              | Standort | Kennzeichnung | Schutzstatus | Datum | Bild           |
| ------------------ | ------------------------- | -------- | ------------- | ------------ | ----- | -------------- |
| Kapelle St-Jacques | Erbaut im 15. Jahrhundert | (Lage)   | PA00089327    | Classé       | 1908  | weitere Bilder |

## Liste der Objekte

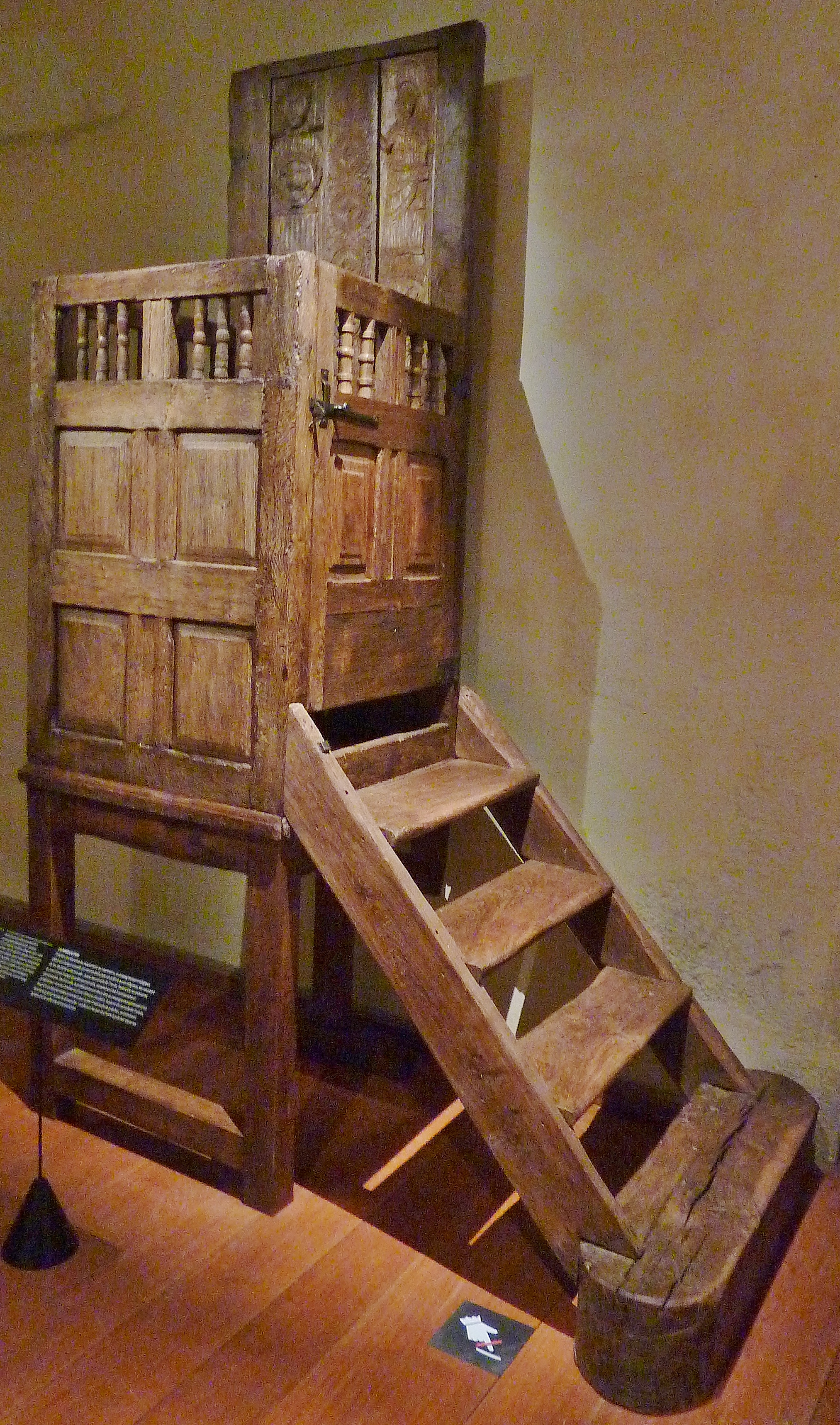
Kanzel (16. Jahrhundert) in der Kapelle St-Jacques

- Monuments historiques (Objekte) in Merléac in der Base Palissy des französischen Kultusministeriums